# Tatort: Tod eines Polizisten
Tod eines Polizisten ist ein Fernsehfilm aus der Kriminalreihe Tatort der ARD und des ORF. Der Film wurde vom Norddeutschen Rundfunk unter der Regie von  Jürgen Roland produziert und am 1. Januar 1995 erstmals ausgestrahlt. Es handelt sich um die Tatort-Folge 301. Für den Kriminalhauptkommissar Paul Stoever (Manfred Krug) ist es der 23. Fall. Für seinen Kollegen Peter Brockmöller (Charles Brauer) ist es der 20. Fall, in dem er ermittelt.

## Handlung
Stoever und Brockmöller werden zu einem Einsatz gerufen bei dem Christian Witt, ein junger Kollege, im Dienst erschossen wurde. Für Stoever sieht es zunächst nach einem Racheakt aus, der sehr wahrscheinlich Witts Kollegen Klaus Schuster gegolten hatte. Schuster ist für sein brutales Eingreifen bekannt und hat somit viele Feinde. Schuster war zur Tatzeit privat unterwegs und hatte seinen Kollegen einfach allein gelassen. Wie sich später herausstellt, wurden Schuster und Witt mithilfe eines fingierten Notrufs zum Tatort gelockt, was Stoevers Vermutung eines Racheaktes nährt.
Aufgrund von Zeugenaussagen kommt der Kleinkriminelle Hans (Hasso) Frisch in Verdacht. Hasso, der aufgrund seines Vorstrafenregisters ein gespaltenes Verhältnis zur Polizei hat, taucht sofort unter, als er bemerkt, dass er gesucht wird. Mithilfe seiner Anwältin Martina Dörfel, kann Stoever ihn ausfindig machen. Frisch gibt an, dass er den Polizisten nicht erschossen hätte; trotzdem erlässt der Staatsanwalt Haftbefehl, da festgestellt wird, dass sich der Beschuldigte einen illegalen Schießstand eingerichtet hat, was ebenfalls gegen ihn spricht.
Inzwischen findet Brockmöller heraus, dass Schuster sehr wahrscheinlich korrupt war, was bedeuten könnte, dass Witt absichtlich ausgeschaltet wurde, damit er Schusters Bestechlichkeit nicht verraten konnte. Anhand der Ergebnisse aus der ballistischen Untersuchung stammen die verwendeten Geschosse aus einer Polizeiwaffe, was auf einen Täter unter den Hamburger Polizisten deutet. Somit konfrontiert Stoever Klaus Schuster mit seinen Erkenntnissen über dessen „freundschaftliche“ Beziehungen zur Rotlichtszene, doch glaubt er trotzdem nicht, dass er seinen Kollegen umgebracht hat.
Mithilfe von Witts Freundin lässt Stoever einen Brief in der Zeitung veröffentlichen, wonach sie den Mörder bittet, ihr zu erklären, warum er ihren Freund umgebracht hätte. Schließlich hatte er den Beruf des Polizisten ergriffen um helfen zu wollen. Tatsächlich erhält sie nach einigen Tagen einen Anruf, der Stoevers Anfangsvermutung bestätigt. Der Mörder erklärt, dass er den Falschen erwischt hätte und dass er das korrigieren wird und sich die beiden Richtigen vornehmen werde. Da der Telefonanschluss vorsorglich überwacht und der Anruf auf Band aufgezeichnet wurde, kann Stoever die Stimme des Anrufes Lewark zuordnen, den er aus der Rotlichtszene kennt. Als er dann noch herausfindet, dass Schusters Freundin die Exfrau von Lewark ist, wird ihm alles klar.
Lewark hatte aus enttäuschter Eitelkeit auf seinen Nebenbuhler schießen wollen und sich dafür eine Polizeiwaffe besorgt. Als Stoever ihn festnehmen will, flieht er und wird daraufhin von Polizeibeamten auf der Flucht erschossen.
Klaus Schuster erhält von Stoever den guten Rat, freiwillig den Dienst zu quittieren.

## Rezeption

### Einschaltquote
Die Erstausstrahlung sahen 8,58 Millionen Zuschauer, was einen Marktanteil von 22,04 Prozent entspricht.

### Kritik
Die Kritiker der Fernsehzeitschrift TV Spielfilm zeigten den Daumen zur Seite und schrieben: „Schlicht und einfach Routine-Ware“.